# Atletica leggera ai Giochi della XXXIII Olimpiade - 100 metri piani femminili
Ai Giochi della XXXIII Olimpiade la competizione dei 100 metri piani femminili si è svolta nei giorni 2 e 3 agosto 2024 presso lo Stade de France di Parigi.  La medaglia d'oro è stata vinta da Julien Alfred di Santa Lucia con un tempo di 10"72. È stata la prima medaglia di Santa Lucia nella storia olimpica.

## Presenze ed assenze delle campionesse in carica
| Competizione         | Atleta                | Prestazione | Parigi 2024 |
| -------------------- | --------------------- | ----------- | ----------- |
| Olimpiadi 2020       | Elaine Thompson-Herah | 10"61       | Infortunata |
| Africani 2022        | Gina Bass             | 11"06       | Presente    |
| Commonwealth 2022    | Elaine Thompson-Herah | 10"95       | Infortunata |
| Asiatici 2022        | Ge Manqi              | 11"23       | Presente    |
| Panamericani 2023    | Yunisleidy García     | 11"36       | Presente    |
| Mondiali 2023        | Sha'Carri Richardson  | 10"65       | Presente    |
| Europei 2024         | Dina Asher-Smith      | 10"99       | Presente    |
|                      |                       |             |             |
| Mondiali junior 2022 | Tia Clayton           | 10"95       | Presente    |

1. ↑  Non ha gareggiato ai Giochi a causa di un infortunio al tendine d'Achille che le ha impedito di competere nelle selezioni nazionali.

Graduatoria mondiale
In base alla classifica della Federazione mondiale, le migliori atlete iscritte alla gara erano le seguenti:
| Pos. | Atleta               | Punti | Note |
| ---- | -------------------- | ----- | ---- |
| 1    | Sha'Carri Richardson | 1461  |      |
| 2    | Julien Alfred        | 1416  |      |
| 3    | Marie-Josée Ta Lou   | 1405  |      |
| 4    | Ewa Swoboda          | 1372  |      |

## La gara
Le temibili giamaicane schierano l'argento di Tokyo, Shelly-Ann Fraser e la campionessa del mondo junior, Tia Clayton. Shericka Jackson, vincitrice delle selezioni nazionali nei 100 e nei 200 metri, ha scelto di gareggiare solo sui 200 metri e la staffetta. In sua vece scende in pista Sashalee Forbes. 
Le americane rispondono con Sha'Carri Richardson, la più veloce dell'anno con il 10”71 ottenuto alle selezioni nazionali (Trials), Melissa Jefferson (10”80 di personale) e  Twanisha Terry (10”82). 
Nei quarti di finale otto atlete scendono sotto gli 11 secondi netti. Il miglior tempo, un impressionante 10”87, viene stabilito nell'ottava, e ultima, serie dall'ivoriana Marie-Josée Ta Lou, che precede la campionessa olimpica di Pechino 2008 e Londra 2012, la trentasettenne Shelly-Ann Fraser-Pryce.

In semifinale la prima sorpresa è la mancata partecipazione proprio della   Fraser-Pryce, che accusa il riacutizzarsi di un infortunio. Tra le partenti, la prima serie è appannaggio di Melissa Jefferson (10”99).
Nella seconda si attende la risposta della connazionale Sha'Carri Richardson. Inaspettatamente, l'americana, pur correndo in 10”89, viene battuta dalla caraibica di Santa Lucia Julien Alfred, che ferma i cronometri in 10”84. Nella terza, Tia Clayton regola le avversarie con 10”89.
La finale non ha una chiara favorita. Vi sono le tre statunitensi e una giamaicana. Il resto del mondo è rappresentato da due europee, un'africana e una centro-americana: Julien Alfred di Santa Lucia.
Le atlete si dispongono agli ordini dello starter sotto la pioggia. Alla partenza scatta meglio di tutte Julien Alfred: è nettamente davanti ai 10 metri; poi inizia ad aumentare il suo vantaggio. 
La Richardson, che corre alla sua destra, non riesce a reagire: è solo quinta ai 30 metri, poi comincia a superare le sue concorrenti. Davanti, il vantaggio di Julien Alfred è ormai irrecuperabile e la caraibica vince d'autorità, staccando la Richardson di 15 centesimi e la Jefferson di 20.
Per la prima volta dai Giochi del 1988, nessuna atleta giamaicana sale sul podio.

Pochi giorni dopo i 100 metri, Julien Alfred vincerà una seconda medaglia olimpica, l'argento sui 200 metri.

## Risultati

### Turni preliminari
Prendono parte ai turni preliminari le atlete che partecipano senza minimo di qualificazione. Le prime tre atlete di ogni batteria (Q) e le cinque successive atlete più veloci (q) si qualificano direttamente alle Batterie.
Venerdì 2 agosto 2024, ore 10:35.

#### Batteria 1
| Posizione | Corsia | Atleta                | Nazionalità    | Tempo | Note                                     |
| --------- | ------ | --------------------- | -------------- | ----- | ---------------------------------------- |
| 1         | 4      | Natacha Ngoye         | Rep. del Congo | 11"34 | Q                                        |
| 2         | 5      | Alessandra Gasparelli | San Marino     | 11"62 | Q                                        |
| 3         | 8      | Xenia Hiebert         | Paraguay       | 11"77 | Q                                        |
| 4         | 3      | Valentina Meredova    | Turkmenistan   | 12"01 | Q,                                       |
| 5         | 3      | Samira Awali Boubacar | Niger          | 12"06 | Miglior prestazione personale            |
| 6         | 2      | Silina Pha Aphay      | Laos           | 12"45 | Miglior prestazione personale stagionale |
| 7         | 6      | Sydney Francisco      | Palau          | 13"15 |                                          |
| 8         | 7      | Salam Bouha Ahamdy    | Mauritania     | 13"71 | Miglior prestazione personale            |
| –         | 1      | Lucia Moris           | Sudan del Sud  | dnf   |                                          |

#### Batteria 2
| Posizione | Corsia | Atleta                 | Nazionalità     | Tempo | Note                                     |
| --------- | ------ | ---------------------- | --------------- | ----- | ---------------------------------------- |
| 1         | 7      | Trần Thị Nhi Yến       | Vietnam         | 11"81 | Q                                        |
| 2         | 6      | Halle Hazzard          | Grenada         | 11"88 | Q                                        |
| 3         | 4      | Bo-Ya Zhang            | Taipei cinese   | 11"99 | Q                                        |
| 4         | 5      | Regine Tugade-Watson   | Guam            | 12"02 | q                                        |
| 5         | 2      | Lika Kharchilava       | Georgia         | 12"37 |                                          |
| 6         | 9      | Faiqa Riaz             | Pakistan        | 12"49 | Miglior prestazione personale            |
| 7         | 8      | Mazoon Al-Alawi        | Oman            | 12"58 | Miglior prestazione personale stagionale |
| 8         | 3      | Filomenaleonisa Iakopo | Samoa Americane | 12"78 | Record nazionale                         |
| 9         | 1      | Mariam Alfarsi         | Sudan del Sud   | 13"26 | Miglior prestazione personale            |

#### Batteria 3
| Posizione | Corsia | Atleta             | Nazionalità         | Tempo | Note                          |
| --------- | ------ | ------------------ | ------------------- | ----- | ----------------------------- |
| 1         | 9      | Gorete Semedo      | São Tomé e Príncipe | 11"44 | Q                             |
| 2         | 6      | Guadalupe Torrez   | Bolivia             | 11"60 | Q                             |
| 3         | 2      | Leonie Beu         | Papua Nuova Guinea  | 11"63 | Q,                            |
| 4         | 1      | Maria Carmona      | Nicaragua           | 11"88 | q,                            |
| 5         | 7      | Safiatou Acquaviva | Guinea              | 11"97 | q,                            |
| 6         | 5      | Chloe David        | Vanuatu             | 12"44 | Miglior prestazione personale |
| 7         | 3      | Shahd Ashraf       | Qatar               | 12"53 | Miglior prestazione personale |
| 8         | 4      | Alisar Youssef     | Siria               | 12"93 | Miglior prestazione personale |
| 9         | 8      | Kimia Yousofi      | Afghanistan         | 13"42 |                               |

#### Batteria 4
| Posizione | Corsia | Atleta                  | Nazionalità         | Tempo | Note                          |
| --------- | ------ | ----------------------- | ------------------- | ----- | ----------------------------- |
| 1         | 9      | Zahria Allers-Liburd    | Saint Kitts e Nevis | 11"73 | Q                             |
| 2         | 8      | Asimenye Simwaka        | Malawi              | 11"78 | Q                             |
| 3         | 6      | Mariandree Chacon       | Guatemala           | 11"90 | Q                             |
| 4         | 1      | Georgiana Sesay         | Sierra Leone        | 11"99 | q                             |
| 5         | 5      | Naomi Akakpo            | Togo                | 12"34 | Miglior prestazione personale |
| 6         | 7      | Marie-Charlotte Gastaud | Monaco              | 12"41 | Miglior prestazione personale |
| 7         | 2      | Sefora Ada Eto          | Guinea Equatoriale  | 13"63 | Miglior prestazione personale |
| 8         | 4      | Temalini Manatoa        | Tuvalu              | 14"04 | Miglior prestazione personale |
| 9         | 3      | Sharon Firisua          | Isole Salomone      | 14"31 | Miglior prestazione personale |

### Batterie
Le prime tre atlete di ogni batteria (Q) e le tre successive atlete più veloci (q) si qualificano alle semifinali.
Venerdì 2 agosto 2024, ore 11:50.

#### Batteria 1
| Posizione | Corsia | Atleta                 | Nazionalità | Tempo | Note |
| --------- | ------ | ---------------------- | ----------- | ----- | ---- |
| 1         | 6      | Sha'Carri Richardson   | Stati Uniti | 10"94 | Q    |
| 2         | 8      | Patrizia van der Weken | Lussemburgo | 11"14 | Q    |
| 3         | 7      | Bree Masters           | Australia   | 11"26 | Q,   |
| 4         | 5      | Jacqueline Madogo      | Canada      | 11"27 |      |
| 5         | 3      | Lorène Dorcas Bazolo   | Portogallo  | 11"38 |      |
| 6         | 9      | Tristan Evelyn         | Barbados    | 11"55 |      |
| 7         | 4      | Trần Thị Nhi Yến       | Vietnam     | 11"79 |      |
| 8         | 1      | Asimenye Simwaka       | Malawi      | 11"91 |      |
| 9         | 2      | Thelma Davies          | Liberia     | 12"05 |      |

#### Batteria 2
| Posizione | Corsia | Atleta                  | Nazionalità         | Tempo | Note |
| --------- | ------ | ----------------------- | ------------------- | ----- | ---- |
| 1         | 9      | Julien Alfred           | Saint Lucia         | 10"95 | Q    |
| 2         | 6      | Zoe Hobbs               | Nuova Zelanda       | 11"08 | Q,   |
| 3         | 2      | Zaynab Dosso            | Italia              | 11"30 | Q    |
| 4         | 4      | Michelle-Lee Ahye       | Trinidad e Tobago   | 11"33 |      |
| 5         | 8      | Yunisleidy Garcia Abreu | Cuba                | 11"37 |      |
| 6         | 1      | Gorete Semedo           | São Tomé e Príncipe | 11"43 |      |
| 7         | 5      | Olivia Fotopoulou       | Cipro               | 11"50 |      |
| 8         | 7      | Destiny Smith-Barnett   | Liberia             | 11"99 |      |
| 9         | 3      | Georgiana Sesay         | Sierra Leone        | 12"15 |      |

#### Batteria 3
| Posizione | Corsia | Atleta                | Nazionalità   | Tempo | Note                                     |
| --------- | ------ | --------------------- | ------------- | ----- | ---------------------------------------- |
| 1         | 3      | Daryll Neita          | Gran Bretagna | 10"92 | Q,                                       |
| 2         | 9      | Melissa Jefferson     | Stati Uniti   | 10"96 | Q                                        |
| 3         | 4      | Boglárka Takács       | Ungheria      | 11"10 | Q,                                       |
| 4         | 5      | Karolína Maňasová     | Rep. Ceca     | 11"11 | q,                                       |
| 5         | 1      | Gémima Joseph         | Francia       | 11"13 |                                          |
| 6         | 6      | Ella Connolly         | Australia     | 11"29 |                                          |
| 7         | 8      | Magdalena Stefanowicz | Polonia       | 11"47 |                                          |
| 8         | 2      | Guadalupe Torrez      | Bolivia       | 11"68 |                                          |
| 9         | 7      | Bo-Ya Zhang           | Taipei cinese | 11"88 | Miglior prestazione personale stagionale |

#### Batteria 4
| Posizione | Corsia | Atleta                | Nazionalità    | Tempo | Note             |
| --------- | ------ | --------------------- | -------------- | ----- | ---------------- |
| 1         | 4      | Audrey Leduc          | Canada         | 10"95 | Q,               |
| 2         | 8      | Tia Clayton           | Giamaica       | 11"00 | Q                |
| 3         | 1      | Imani Lansiquot       | Gran Bretagna  | 11"10 | Q                |
| 4         | 6      | Maboundou Koné        | Costa d'Avorio | 11"17 | =                |
| 5         | 5      | Julia Henriksson      | Svezia         | 11"26 |                  |
| 6         | 9      | Ge Manqi              | Cina           | 11"45 |                  |
| 7         | 2      | Alessandra Gasparelli | San Marino     | 11"54 | Record nazionale |
| 8         | 3      | Vitória Cristina Rosa | Brasile        | 12"02 |                  |
| 9         | 7      | Safiatou Acquaviva    | Guinea         | 12"07 |                  |

#### Batteria 5
| Posizione | Corsia | Atleta               | Nazionalità        | Tempo | Note |
| --------- | ------ | -------------------- | ------------------ | ----- | ---- |
| 1         | 3      | Ewa Swoboda          | Polonia            | 10"99 | Q,   |
| 2         | 2      | Dina Asher-Smith     | Gran Bretagna      | 11"01 | Q    |
| 3         | 5      | Rosemary Chukwuma    | Nigeria            | 11"26 | Q    |
| 4         | 6      | Ana Carolina Azevedo | Brasile            | 11"32 |      |
| 5         | 7      | Géraldine Frey       | Svizzera           | 11"34 |      |
| 6         | 4      | Ángela Tenorio       | Ecuador            | 11"35 |      |
| 7         | 8      | Farzaneh Fasihi      | Iran               | 11"51 |      |
| 8         | 1      | Leonie Beu           | Papua Nuova Guinea | 11"73 |      |
| 9         | 9      | Mariandree Chacon    | Guatemala          | 12"06 |      |

#### Batteria 6
| Posizione | Corsia | Atleta               | Nazionalità         | Tempo | Note                                     |
| --------- | ------ | -------------------- | ------------------- | ----- | ---------------------------------------- |
| 1         | 3      | Twanisha Terry       | Stati Uniti         | 11"15 | Q                                        |
| 2         | 2      | Sashalee Forbes      | Giamaica            | 11"19 | Q                                        |
| 3         | 5      | Leah Bertrand        | Trinidad e Tobago   | 11"27 | Q                                        |
| 4         | 6      | Salomé Kora          | Svizzera            | 11"35 |                                          |
| 5         | 7      | Cecilia Tamayo-Garza | Messico             | 11"39 |                                          |
| 6         | 4      | Viktória Forster     | Slovacchia          | 11"44 | Miglior prestazione personale stagionale |
| 7         | 8      | Lotta Kemppinen      | Finlandia           | 11"56 |                                          |
| 8         | 1      | Zahria Allers-Liburd | Saint Kitts e Nevis | 11"89 |                                          |
| 9         | 9      | Maria Carmona        | Nicaragua           | 12"00 |                                          |

#### Batteria 7
| Posizione | Corsia | Atleta                 | Nazionalità | Tempo | Note |
| --------- | ------ | ---------------------- | ----------- | ----- | ---- |
| 1         | 1      | Gina Bass              | Gambia      | 11"01 | Q    |
| 2         | 4      | Mujinga Kambundji      | Svizzera    | 11"05 | Q    |
| 3         | 6      | Delphine Nkansa        | Belgio      | 11"20 | Q, = |
| 4         | 5      | Polyniki Emmanouilidou | Grecia      | 11"25 |      |
| 5         | 7      | Rebekka Haase          | Germania    | 11"28 |      |
| 6         | 3      | Tima Godbless          | Nigeria     | 11"33 |      |
| 7         | 8      | Shanti Pereira         | Singapore   | 11"63 |      |
| 8         | 2      | Halle Hazzard          | Grenada     | 11"70 |      |
| 9         | 9      | Xenia Hiebert          | Paraguay    | 11"82 |      |

#### Batteria 8
| Posizione | Corsia | Atleta                  | Nazionalità       | Tempo | Note                                     |
| --------- | ------ | ----------------------- | ----------------- | ----- | ---------------------------------------- |
| 1         | 2      | Marie-Josée Ta Lou      | Costa d'Avorio    | 10"87 | Q,                                       |
| 2         | 7      | Shelly-Ann Fraser-Pryce | Giamaica          | 10"92 | Q                                        |
| 3         | 4      | Gina Lückenkemper       | Germania          | 11"08 | Q                                        |
| 4         | 6      | Rani Rosius             | Belgio            | 11"10 | q,                                       |
| 5         | 8      | Gladymar Torres         | Porto Rico        | 11"12 | q,                                       |
| 6         | 3      | Natacha Ngoye           | Rep. del Congo    | 11"36 |                                          |
| 7         | 5      | Joella Lloyd            | Antigua e Barbuda | 11"37 |                                          |
| 8         | 1      | Regine Tugade-Watson    | Guam              | 11"87 |                                          |
| 9         | 9      | Valentina Meredova      | Turkmenistan      | 11"95 | Miglior prestazione personale stagionale |

### Semifinali
Le prime due atlete di ogni batteria (Q) e le due successive più veloci (q) si qualificano alla finale.
Sabato 3 agosto 2024, ore 19:50.

#### Semifinale 1
| Posizione | Corsia | Atleta             | Nazionalità    | Tempo | Note |
| --------- | ------ | ------------------ | -------------- | ----- | ---- |
| 1         | 4      | Melissa Jefferson  | Stati Uniti    | 10"99 | Q    |
| 2         | 7      | Marie-Josée Ta Lou | Costa d'Avorio | 11"01 | Q    |
| 3         | 8      | Mujinga Kambundji  | Svizzera       | 11"05 | q    |
| 4         | 6      | Ewa Swoboda        | Polonia        | 11"08 |      |
| 5         | 5      | Dina Asher-Smith   | Gran Bretagna  | 11"10 |      |
| 6         | 3      | Sashalee Forbes    | Giamaica       | 11"20 |      |
| 7         | 9      | Boglárka Takács    | Ungheria       | 11"26 |      |
| 8         | 2      | Rani Rosius        | Belgio         | 11"29 |      |
| 9         | 1      | Zaynab Dosso       | Italia         | 11"34 |      |

#### Semifinale 2
| Posizione | Corsia | Atleta                  | Nazionalità   | Tempo | Note |
| --------- | ------ | ----------------------- | ------------- | ----- | ---- |
| 1         | 6      | Julien Alfred           | Saint Lucia   | 10"84 | Q    |
| 2         | 7      | Sha'Carri Richardson    | Stati Uniti   | 10"89 | Q    |
| 3         | 4      | Gina Bass               | Gambia        | 11"10 |      |
| 4         | 8      | Patrizia van der Weken  | Lussemburgo   | 11"13 |      |
| 5         | 3      | Imani Lansiquot         | Gran Bretagna | 11"21 |      |
| 6         | 9      | Gladymar Torres         | Porto Rico    | 11"33 |      |
| 7         | 2      | Bree Masters            | Australia     | 11"34 |      |
| 8         | 1      | Rosemary Chukwuma       | Nigeria       | 11"39 |      |
| –         | 5      | Shelly-Ann Fraser-Pryce | Giamaica      | dns   |      |

#### Semifinale 3
| Posizione | Corsia | Atleta            | Nazionalità       | Tempo | Note |
| --------- | ------ | ----------------- | ----------------- | ----- | ---- |
| 1         | 6      | Tia Clayton       | Giamaica          | 10"89 | Q    |
| 2         | 4      | Daryll Neita      | Gran Bretagna     | 10"97 | Q    |
| 3         | 7      | Twanisha Terry    | Stati Uniti       | 11"07 | q    |
| 4         | 8      | Gina Lückenkemper | Germania          | 11"09 |      |
| 5         | 5      | Audrey Leduc      | Canada            | 11"10 |      |
| 6         | 3      | Zoe Hobbs         | Nuova Zelanda     | 11"13 |      |
| 7         | 9      | Delphine Nkansa   | Belgio            | 11"28 |      |
| 8         | 2      | Karolína Maňasová | Rep. Ceca         | 11"35 |      |
| 9         | 1      | Leah Bertrand     | Trinidad e Tobago | 11"37 |      |

### Finale

Video ufficiale della Finale

| Record mondiale      | Florence Griffith     | 10"49 | Indianapolis | 16 luglio 1988 |
| Record olimpico      | Elaine Thompson-Herah | 10"61 | Tokyo        | 31 luglio 2021 |
| Capolista stagionale | Sha'Carri Richardson  | 10"71 | Eugene       | 22 giugno 2024 |

Sabato 3 agosto 2024, ore 21:20.
| Posizione | Corsia | Atleta               | Nazionalità    | Tempo | Note             |
| --------- | ------ | -------------------- | -------------- | ----- | ---------------- |
|           | 6      | Julien Alfred        | Saint Lucia    | 10"72 | Record nazionale |
|           | 7      | Sha'Carri Richardson | Stati Uniti    | 10"87 |                  |
|           | 5      | Melissa Jefferson    | Stati Uniti    | 10"92 |                  |
| 4         | 8      | Daryll Neita         | Gran Bretagna  | 10"96 |                  |
| 5         | 9      | Twanisha Terry       | Stati Uniti    | 10"97 |                  |
| 6         | 2      | Mujinga Kambundji    | Svizzera       | 10"99 |                  |
| 7         | 4      | Tia Clayton          | Giamaica       | 11"04 |                  |
| 8         | 3      | Marie-Josée Ta Lou   | Costa d'Avorio | 13"84 |                  |